# John F. Wippel
 (juillet 2023).
Monseigneur John F. Wippel, est né le 21 août 1933, à Pomeroy, dans l'Ohio (USA) et mort le 11 septembre 2023. Il est prêtre du diocèse de Steubenville et un expert de renommée mondiale de la philosophie médiévale. Il a reçu ses diplômes "bachelor" et "master" en philosophie, en même temps qu'il était séminariste à l'Université Catholique d'Amérique. Mgr Wippel a poursuivi des études de doctorat en philosophie à l'Université catholique de Louvain et a travaillé sous la direction de Fernand van Steenberghen. Il a soutenu sa thèse après seulement deux ans, obtenu le grade de plus grande distinction (summa cum laude), et fut invité à poursuivre le niveau post-doctoral, Maître Agrégé de l'École Saint Thomas d'Aquin. Il suivit ces études post-doctorales à Louvain-la-Neuve in 1981, sur la base de ses travaux importants, La Pensée Métaphysique de Godefroid de Fontaines.

## Curriculum vitæ
Diplômes
- B.A., Université catholique d'Amérique, 1955
- M.A. (philosophie), Université catholique d'Amérique, 1956
- S.T.L., Université catholique d'Amérique, 1960
- Ph.D. (in philosophy), Katholieke Universiteit Leuven at Louvain-la-Neuve, thèse soutenue, Avril 1963 (Summa cum laude).
- Diplôme obtenu, 6 janvier 1965, après publication du premier article ci-dessous.
- Diplôme post-doctoral : Maître-Agrégé de l'École Saint Thomas d'Aquin, 22 mai 1981

Fonctions universitaires
- 1960-1961 and 1963-1965, Instructeur à l'école de philosophie, Université catholique d'Amérique
- 1965-1967, Professeur assistant, Université catholique d'Amérique
- 1967-1972, Professeur associé, Université catholique d'Amérique
- 1972 à aujourd’hui, Professeur, école de philosophie, Université catholique d'Amérique
- Printemps 1969, Associate Professeur associé en visite, Université de Californie à San Diego
- 2001, Professeur de philosophie Theodore Basselin, Université Catholique d'Amérique

Récompenses académiques et distinctions :
- Basselin Scholarship (CUA), 1953-1956
- Penfield Scholarship (CUA) 1961-1963 (for doctoral studies at Katholieke Universiteit Leuven at Louvain-la-Neuve)
- National Endowment for the Humanities Younger Humanist Fellowship, 1970-1971
- Maître-Agrégé from Katholieke Universiteit Leuven at Louvain-la-Neuve
- Cardinal Mercier Prize from Louvain, May 1981, for best book on a metaphysical theme in the previous two years (see The Metaphysical Thought of Godfrey of Fontaines)
- National Endowment for the Humanities Fellowship for Independent Study and Research (1984-1985 academic year)
- Aquinas Medal 1999. American Catholic Philosophical Association
- The Catholic University of America's Alumni Association Achievement Award for Research and Scholarship, 27 octobre 2001.
- Pontifical Academy of Saint Thomas Aquinas, Fellow (Professor Ordinarius), Septembre 2003.Theological College - Washington, DC, *Alumnus Lifetime Service Award, October 2005.

Responsabilités administratives
- Executive Council, American Catholic Philosophical Association, 1976-1979

- Member of Executive Committee, Chairman of Program Committee, Vice President (1980-1982), and President (1982-1984) of the Society for Medieval and Renaissance Philosophy
- Vice President (1985-1986), and President (1986-1987) of the American Catholic Philosophical Association
- Assistant Academic Vice President for Graduate Studies, Université Catholique d'Amérique, January-May, 1989
- Academic Vice President, Université Catholique d'Amérique, June 1989-1996
- Provost, Université Catholique d'Amérique, July 1996-August 1997
- Vice-President and President Elect of the Metaphysical Society of America (2005-2006)

## Publications

### Livres
- Medieval Philosophy: From St. Augustine to Nicholas of Cusa. New York: The Free Press, 1969. Coedited and coauthored with Allan B. Wolter.
- St. Thomas d'Aquin et l'aristotelianisme radical, par F. Van Steenberghen (editor, and with Dominic O'Meara and Stephen Brown, Translator). Washington, D.C.: The Catholic University of America Press, 1980.
- The Metaphysical Thought of Godefroid de Fontaines. Washington, D.C.: The Catholic University of America Press, 1981.
- Metaphysical Themes in Thomas Aquinas. Washington, D.C.: The Catholic University of America Press, 1984.
- Les questions disputées et les questions quodlibétiques dans les facultés de théologie, de droit et de médecine by B.C. Bazán, G. Fransen, D. Jacquart, and J. Wippel. Turnhout-Belgium: Brepols, 1985. Part II "Quodlibetal Questions, Chiefly in Theology Faculties," pp. 153-222, by Wippel.
- Boèce de Dacie: 'Sur le Bien Suprême,' 'Sur l'éternité du monde,' 'Sur les rêves.' Traduction et introduction Toronto : Institut Pontifical d'études Médiévales, 1987.
- Études de Philosophie Médiévale. Editeur, et auteur du Chapitre 6 ("Thomas d'Aquin et Participation"). Washington, D.C.: The Catholic University of America Press, 1987.
- Les réactions médiévales au débat entre la Foi et la Raison : The Aquinas Lecture, 1995 (Milwaukee: Marquette University Press, 1995).
- The Metaphysical Thought of Thomas Aquinas : from finite being to uncreated being. Washington, D.C.: The Catholic University of America Press, 2000.
- La Métaphysique de Saint Thomas d'Aquin : de l'être fini à l'être incréé, éditions Du Cerf, Paris, 2022, 856 pages, 
  -  (ISBN 9782204144681).

### Articles
- "Godefroid de Fontaines et la Réelle Distinction entre Essence et Existence." Traditio, vol. XX, 1964, pp. 385-410.
- "Etienne Gilson et la Philosophie Chrétienne." Penseurs du XXe siècle. Edited par J.K. Ryan. New York: Alba House, 1965, pp. 59-87.
- "Godefroid de Fontaines." Nouvelle Encyclopedie Catholique, vol. VI, pp. 577-78.
- "Latin Translation Literature from Arabic." New Catholic Encyclopedia, vol. XIV, pp. 254-56.
- "George Barry O'Toole." New Catholic Encyclopedia, vol. X, p. 812.
- "Joseph Pohle." Nouvelle Encyclopedie Catholique, vol. XI, p. 466.
- "Philosophie Chrétienne." Les problèmes actuels dans la philosophie moderne, ed. par George McLean. Washington, D.C.: The Catholic University of America Press, 1969, pp. 116-19.
- "U.S.A. Publications en Philosophie Médiévale 1964-1969." Bulletin de philosophie médiévale, vol. X-XII, 1968-1970, pp. 288-99.
- "Godefroid de Fontaines : La Date de Quodlibet 15." Franciscan Studies, vol. XXXI, 1971, pp. 300-69.
- "Geoffroy de Fontaines and the Act-Potency Axiom." Journal of the History of Philosophy, vol. XI, 1973, pp. 299-317.
- "Thomas d'Aquin et Avicenne sur la Relation entre la Philosophie Première et d'autres Sciences théoriques : une note du Commentaire de Thomas sur De Trinitate de Boèce, Q. 5, article 1, ad 9." The Thomist, vol. XXXVII, 1973, pp. 133-54.
- "Godefroid de Fontaines : Disputed Questions 9, 10, and 12." Franciscan Studies, vol. XXXIII, 1973, pp. 351-72, ed. of these disputed questions preceded by an Introduction.
- "Le titre 'Philosophie Première' According to Thomas Aquinas and his Different Justifications for the Same." The Review of Metaphysics, vol. XXVII, 1974, pp. 585-600.
- "The Dating of James of Viterbo's Quodlibet I and Godfrey of Fontaines' Quodlibet VIII." Augustinania, vol. XXIV, 1974, pp. 348-86.
- "Godefroid de Fontaines et théorie de la distinction Intentionnelle entre l'essence et l'existence de Henry de Ghent ." Sapientiae procerum amore. Mélanges Médiévistes offerts à Dom Jean-Pierre Müller, O.S.B., Studia Anselmiana, vol. LXIII, Rome, 1974, pp. 289-321.
- Translation of F. Van Steenberghen's "Le Problème de l'existence de Dieu dans le Commentaire de Saint Thomas sur la Métaphysique d'Aristote." The Review of Metaphysics, vol. XXVII, 1974, pp. 554-68.
- "Les Condamnations de 1270 et 1277 à Paris." The Journal of Medieval and Renaissance Studies, vol. VII, 1977, pp. 169-201.
- "La métaphysique et la Séparation selon Thomas d'Aquin." The Review of Metaphysics, vol. XXXI, 1978, pp. 431-70.
- "Enseigner la métaphysique : L'actualité de la pensée de Thomas d'Aquin pour les séminaires." Philosophie de formation des prêtres, ed. by R. Lawler. Washington, D.C.: The Catholic University of America Press, 1978, pp. 101-29. Mimeographed reproduction.
- "Présentation de la médaille Thomas d'Aquin à Fernand Van Steenberghen." Proceedings of the American Catholic Philosophical Association, vol. LII, 1978, pp. 213-15.
- "Chroniques Nationales IV, les États-Unis d'Amerique, 1970-1979." Bulletin de Philosophie Médiévale, vol. XXI, 1979, pp. 111-31.
- "Le chemin de Thomas d'Aquin à la distinction réelle : Une note de Thomas d'Aquin De ente et essentia, ch. 4." The Thomist, vol. XLIII, 1979, pp. 279-95.
- "Boethius." Encyclopedic Dictionary of Religion (A-E). Washington, D.C., 1979, pp. 480-81.
- Review Article on J.F. Quinn's The Historical Constitution of St. Bonaventure's Philosophy. The Thomist, vol. XLIV, 1980, pp. 143-49.
- "Did Thomas Aquinas Defend the Possibility of an Eternally Created World? (The De aeternitate mundi Revisited)." Journal of the History of Philosophy, vol. XIX, 1981, pp. 21-37.
- "James of Viterbo on the Essence-Existence Relationship (Quodlibet 1, Q. 4), and Godfrey of Fontaines on the Relationship between Nature and Supposit (Quodlibet 7, Q. 5)." Miscellanea Mediaevalia. Bd 13/2: Sprache und Erkenntnis im Mittelalter, Berlin-New York, 1981, pp. 777-87.
- "The Reality of Nonexisting Possibles according to Thomas Aquinas, Henry of Ghent, and Godfrey of Fontaines." Review of Metaphysics, vol. XXXIV, 1981, pp. 729-58.
- "La relation entre essence et existence dans la pensée de la fin de XIIIe siècle : Gilles of Rome, Henry of Ghent, Godefroid de Fontaines, et James of Viterbo." Philosophies of Existence Ancient and Medieval. ed. by P. Morewedge. New York: Fordham University Press, 1982, pp. 131-64.
- "Godefroid de Fontaines sur l'Intention et la Rémission des formes accidentelles." Franciscan Studies, vol XXXIX, 1979, pp. 316-55. Actually appeared in 1982.
- "Essence et Existence." The Cambridge History of Later Medieval Philosophy, ed. by N. Kretzmann et al. Cambridge University Press, 1982, Ch. 19, pp. 385-410.
- "The Quodlibetal Question as a Distinctive Literary Genre." Les genres littéaraires dans les sources théologiques et philosophiques médiévales. Actes du Colloque international de Louvain-la-Neuve, 25-27 mai, 1981. R. Bultot, ed. Louvain-la-Neuve, 1982, pp. 67-84.
- "Quidditative Knowledge of God According to Thomas Aquinas." Graceful Reason. Essays in Ancient and Medieval Philosophy in Honour of Joseph Owens, CSSR on the occasion of his 75th birthday. Lloyd Gerson, ed. Toronto: Pontifical Institute of Mediaeval Studies, 1983, pp. 273-99.
- "Sources possibles pour Godefroid de Fontaines' Views on the Act-Potency 'Composition' of Simple Creatures." Mediaeval Studies, vol. XLVI, 1984, pp. 222-44.
- "La Possibilité d'une philosophie Chrétienne : une perspective thomiste." Foi et Philosophie, vol. I, 1984, pp. 272-90.
- "Connaissance Divine, Puissance divine et Liberté Humaine chez Thomas d'Aquin et Henry de Ghent." Divine Omniscience and Omnipotence in Medieval Philosophy. Tamar Rudavsky, ed. Dordrecht, Holland/Boston, U.S.A.: D. Reidel, 1985, pp. 213-41.
- "Thomas Aquinas on the Distinction and Derivation of the Many from the One: A Dialectic between Being and Nonbeing." The Review of Metaphysics, vol. XXXVIII, 1985, pp. 563-90.
- "Godefroid de Fontaines, Pierre d'Auvergne, John Baconthorpe, and the Principle of Individuation." In Essays Honoring Allan B. Wolter, ed. by William Frank and Girard Etzkorn. St. Bonaventure, N.Y.: The Franciscan Institute, 1985, pp. 309-49.
- "The Role of the Phantasm in Godefroid de Fontaines Theory of Intellection." L'homme et son univers au Moyen Âge. Actes du septième congrès international de philosophie médiévale (30 août-4 septembre 1982), vol. 2 (Louvain-la-Neuve, 1986) pp. 573-82.
- "Quelques questions concernant la puissance divine et les natures créées selon Godefroid de Fontaines." In Diakonia. Studies in Honor of Robert T. Meyer. ed. by T. Halton and J.P. Williman. Washington, D.C.: The Catholic University of America Press, 1986, pp. 158-181.
- "Godefroid de Fontaines' Disputed Questions 9 and 10 (Bruges 491): by Godfrey or by Giles of Rome?" Franciscan Studies, vol. XLII, 1982, pp. 216-47. Appeared in 1986.
- "Thomas d'Aquin Derivation of the Aristotelian Categories (Predicats)." Journal of the History of Philosophy, vol. XXV, 1987, pp. 13-33.
- "Thomas d'Aquin on Substance as a Cause of Proper Accidents." In Festschrift in honor of Wolfgang Kluxen, entitled Philosophie im Mittelalter, ed. by J.P. Beckmann, L. Honnefelder, G. Schrimpf, and Georg Wieland. Hamburg: Felix Meiner Verlag, 1987, pp. 201-12.
- "Thomas d'Aquin and the Axiom 'What is Received is Received According to the Mode of the Receiver'." In A Straight Path. Essays in Honor of Arthur Hyman, ed. by R. Link-Salinger, Washington, D.C.: The Catholic University of America Press, 1988, pp. 279-289.
- "Fernand Van Steenberghen." Nouvelle Encyclopedie Catholique, vol. XVIII, pp. 531-533.
- "Godefroid de Fontaines," Lexikon des Mittelalters IV, 1603.
- "La Substance dans la métaphysique de Thomas d'Aquin." Presidential Address, in Proceedings of the American Catholic Philosophical Association, vol. LXI, 1987, pp. 2-22.
- "La Vérité chez Thomas d'Aquin." Review of Metaphysics, vol. XLIII, 1989, pp. 295-326; 1990, pp. 543-67.
- "The Latin Avicenna as a Source for Thomas Aquinas's Metaphysics." Freiburger Zeitschrift für Philosophie und Theologie, vol. XXXVII, 1990, pp. 51-90.
- "Thomas of Sutton on Divine Knowledge of Future Contingents." In Knowledge and the Sciences in Medieval Philosophy. Proceedings of the Eighth International Congress of Medieval Philosophy (S.I.E.P.M.) Vol. II, ed. by S. Knoutila, R. Työrina, S. Ebbesen (Helsinki, 1990), pp. 363-72.
- "Thomas d'Aquin sur ce que les Philosophes peuvent savoir de Dieu." American Catholic Philosophical Quarterly, vol. LXVI, 1992, pp. 279-297.
- "Metaphysique." The Cambridge Companion to Aquinas, ed. by N. Kretzmann and E. Stump. Cambridge University Press, 1993, ch. 4, pp. 85-127.
- "Individuation in James of Viterbo," in Individuation in Scholasticism, J. Gracia, (State University of New York Press, 1994), c. 11, pp. 257-69, with reprint of 1985 article "Godfrey of Fontaines, Peter of Auvergne, John Baconthorpe," c. 10, pp. 221-56.
- "Aquinas, Saint Thomas," in The Cambridge Dictionary of Philosophy, ed. by R. Audi. Cambridge: Cambridge University Press, 1995, pp. 31-4.
- "Gilles de Rome," in The Cambridge Dictionary of Philosophy, p. 296.
- "Godefroid de Fontaines," in The Cambridge Dictionary of Philosophy, p. 300.
- "Henry de Ghent," in The Cambridge Dictionary of Philosophy, p. 322.
- "Thomisme," in The Cambridge Dictionary of Philosophy, pp. 800-01.
- "Godefroid de Fontaines : Divine Power and the Principle of Noncontradiction," in Les philosophies morales et politiques au Moyen Age, Actes du IXe Congrès Internationale de Philosophie Médiévale, B. C. Bazán et al. eds. (Ottawa: Legas, 1995), Vol. III, pp. 1388-98.
- "Thomas d'Aquin et la Condamnation de 1277," The Modern Schoolman. Vol. LXXII, 1995, pp. 233-72.
- "Bishop Stephen Tempier and Thomas Aquinas : A Separate Process against Aquinas?" Freiburger Zeitschrift für Philosophie und Theologie. XLIV, 1997, pp. 117-136.
- "Thomas d'Aquin on Demonstrating God's Omnipotence." Revue internationale de philosophie. Vol LII, 1998, pp. 227-47.
- "Thomas Aquinas and the Axiom that Unreceived Act is Unlimited," The Review of Metaphysics. Vol. LI, 1998, pp. 533-64.
- "Siger de Brabant (c. 1240-c. 1284)," Routledge Encyclopedia of Philosophy. London and New York, 1998, vol. VIII, pp. 764-68.
- "Godefroid de Fontaines (c. 1250-1306/9)," Routledge Encyclopedia of Philosophy. London and New York, 1998, vol. IV, pp. 119-22.
- "Siger de Brabant : What It Means to Proceed Philosophically," in Was ist Philosophie im Mittelalter? Akten des X. Internationalen Kongresses für mittelalterliche Philosophie der Société Internationale pour l'Étude de la Philosophie Médiévale. Miscellanea Mediaevalia, vol. XXVI (1998), pp. 490-96.
- "Thomas d'Aquin, Siger de Brabant, et leur utilisation d'Avicenne dans la clarification du Sujet de la métaphysique," in Metaphysics. The Paideia Project: Proceedings of the 20th World Congress of Philosophy, Vol. II (1999), pp. 15-26.
- "Thomas d'Aquin sur les Créatures en tant que Causes de l'Esse." International Philosophical Quarterly, vol. XL (2000), pp. 197-213.
- "Aquinas Medalist's Address," in Proceedings of the American Catholic Philosophical Association, vol. LXXIII, 1999, pp. 21-30.
- "Godefroid de Fontaines à l'Université de Paris dans le dernier in the dernier Quart du XIIIe siècle," in Nach der Verurteilung von 1277. Philosophie und Theologie an der Universität von Paris im letzten Viertel des 13. Jahrhunderts. Studien un Texte. Miscellanea Mediaevalia, vol. XXVIII, 2001, pp. 359-89.
- "Thomas d'Aquin sur notre connaissance de Dieu et l'axiome que chaque agent Produit quelque chose de lui-même." Proceedings of the American Catholic Philosophical Association LXXIIII (2000), pp. 81-101.
- "Godfrey of Fontaines." On-line publication in Stanford Encyclopedia of Philosophy. 2001.
- "David Piché sur la Condamnation de 1277 : une étude critique," in American Catholic Philosophical Quarterly. vol. LXXV (2001), pp. 597-624.
- "Thomas d'Aquin sur la connaissance naturelle de l'âme séparée." Thomas Aquinas. Approaches to Truth, ed. by J. McEvoy and M. Dunne. (Dublin: Four Courts Press, 2002), pp. 114-40.
- "Les Condamnations parisiennes de 1270 et 1277," in A Companion to Philosophy in the Middle Ages, ed. by J.J.E. Gracia and T. Noone. Oxford: Blackwell Publishing (2003), pp. 65-73.
- "Godefroid de Fontaines," in A Companion to Philosophy in the Middle Ages, ed. by J.J.E. Gracia and T. Noone. Oxford: Blackwell Publishing (2003), pp. 272-80.
- "Norman Kretzmann on Aquinas's Attribution of Will and of Freedom to Create to God," Religious Studies. 39 (2003), pp. 1-12.
- "Godefroid de Fontaines et la Condamnation de 7 mars 1277." Festschrift in honor of Rev. Armand Maurer. (Houston: Thomistic Institute in Houston, forthcoming).
- "Nature et Grace (ST I-II, qq. 109-114). Introduction to Aquinas's Summa Theologiae (to appear in German), ed. by A. Speer. (Berlin: DeGruyter, forthcoming).
- "Commentaire de Thomas d'Aquin sur la métaphysique d'Aristote." Commentaires sur les Texts philosophiques classiques, ed. by J. Gracia and J. Yu. (London: Ashgate Publishing, forthcoming).
- "Fondements métaphysiques de l'humanisme chrétien de Thomas d'Aquin," Doctor Communis, fasc. 1-2 (2004), pp. 124-42.
- "Godefroid de Fontaines on Intelligible Species," in Intellect et imagination dans la Philosophie Médiévale. Actes du XIe Congrès International de Philosophie Médiévale de la Société Internationale pour l'Étude de la Philosophie, Porto, du 26 au 31 août 2002 (Brepols Publishers, Turnhout), Vol. 1, pp. 00-000.
- "Thomas d'Aquin et Siger de Brabant sur l'être et la Science de l'être en tant qu'être," Modern Schoolman (forthcoming).
- "Platonisme and Aristotélianisme chez Thomas d'Aquin," forthcoming in Doctor Communis.